# Rytwiany (gmina)
Rytwiany – gmina wiejska w województwie świętokrzyskim, w powiecie staszowskim. W latach 1975–1998 gmina położona była w województwie tarnobrzeskim.
Siedziba gminy to Rytwiany.
Według danych z 31 marca 2023 gminę zamieszkiwało 6242 osób.
1 stycznia 1925 od gminy Rytwiany odłączono Staszówek, włączając go do Staszowa.

## Struktura powierzchni
Według danych z roku 2023 gmina Rytwiany ma obszar 125,9 km², w tym:
- użytki rolne: 44%
- użytki leśne: 48%

Gmina stanowi 13,65% powierzchni powiatu.

## Demografia

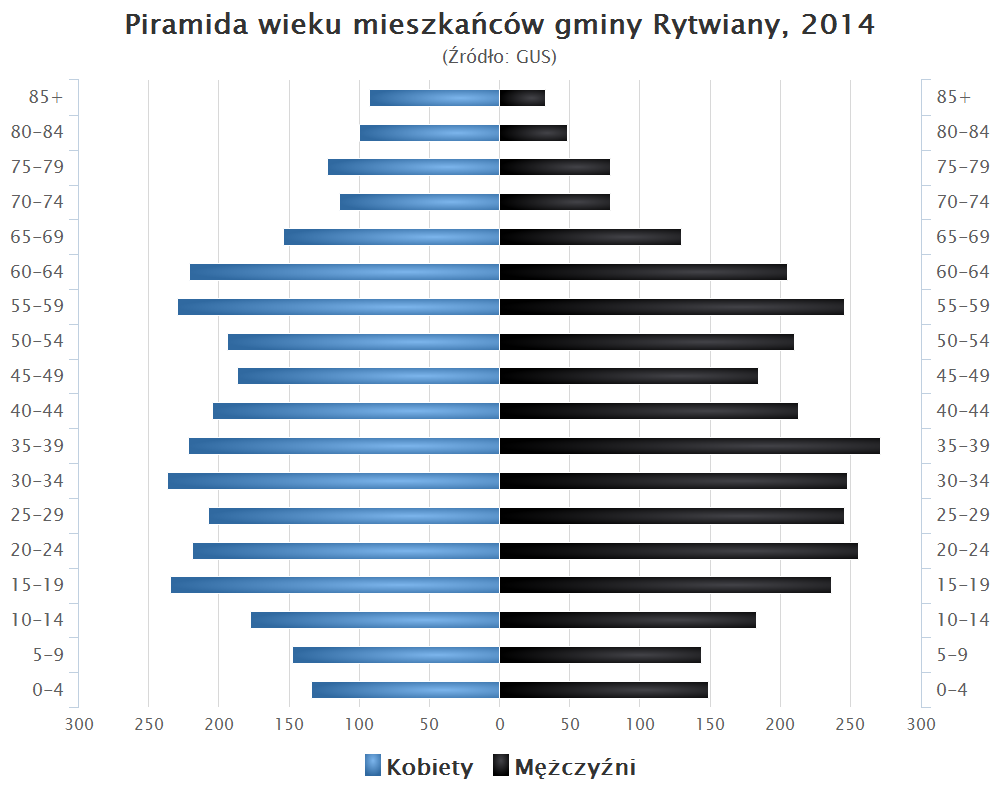
Piramida wieku mieszkańców gminy Rytwiany w 2014 roku

Dane z 31 grudnia 2009:
| Opis                              | Ogółem | Ogółem | Kobiety | Kobiety | Mężczyźni | Mężczyźni |
| --------------------------------- | ------ | ------ | ------- | ------- | --------- | --------- |
| jednostka                         | osób   | %      | osób    | %       | osób      | %         |
| populacja                         | 6 267  | 100    | 3 188   | 50,9    | 3 079     | 49,1      |
| gęstość zaludnienia (mieszk./km²) | 49,6   | 49,6   | 25,2    | 25,2    | 24,4      | 24,4      |

## Budżet
Rysunek 1.1 Dochody ogółem w gminie Rytwiany w latach 1995-2010 (w zł)
| WYSZCZEGÓLNIENIE               | J. m. | ROK         | ROK         | ROK         | ROK         | ROK         | ROK         | ROK         | ROK         | ROK         | ROK         | ROK          | ROK           | ROK           | ROK           | ROK           | ROK           |
| WYSZCZEGÓLNIENIE               | J. m. | 1995        | 1996        | 1997        | 1998        | 1999        | 2000        | 2001        | 2002        | 2003        | 2004        | 2005         | 2006          | 2007          | 2008          | 2009          | 2010          |
| ------------------------------ | ----- | ----------- | ----------- | ----------- | ----------- | ----------- | ----------- | ----------- | ----------- | ----------- | ----------- | ------------ | ------------- | ------------- | ------------- | ------------- | ------------- |
| Dochody ogółem                 | zł    | 1 852 666,- | 4 498 582,- | 5 367 691,- | 6 523 103,- | 5 902 431,- | 6 266 679,- | 7 685 683,- | 8 416 036,- | 8 963 307,- | 9 454 180,- | 11 260 929,- | 11 492 711,79 | 13 461 766,65 | 17 251 945,85 | 18 537 369,80 | 23 377 174,27 |
| ZNAK                           | ±     | -           | -           | +           | +           | +           | -           | +           | -           | -           | -           | +            | +             | -             | +             | +             | +             |
| Nadwyżka/deficyt budżetowa(-y) | zł    | 82 807,-    | 73 184,-    | 264 786,-   | 6 552,-     | 159 336,-   | 49 949,-    | 621 480,-   | 154 805,-   | 175 296,-   | 185 840,-   | 641 982,-    | 214 938,11    | 414 429,10    | 2 522 320,59  | 2 425 694,77  | 3 364 509,40  |
| ZNAK                           | Σ     | =           | =           | =           | =           | =           | =           | =           | =           | =           | =           | =            | =             | =             | =             | =             | =             |
| Wydatki ogółem                 | zł    | 1 769 859,- | 4 425 398,- | 5 632 477,- | 6 529 655,- | 6 061 767,- | 6 216 730,- | 8 307 163,- | 8 261 231,- | 8 788 011,- | 9 268 340,- | 11 902 911,- | 11 707 649,90 | 13 047 337,55 | 19 774 266,44 | 20 963 064,57 | 26 741 683,67 |

 Rysunek 1.2 Wydatki ogółem w gminie Rytwiany w latach 1995-2010 (w zł)

Według danych z roku 2010 średni dochód na mieszkańca wynosił 3 746,34 zł (tj. – stan na 31 XII; przy 3 736,76 zł w zestawieniu na 30 VI); jednocześnie średnie wydatki na mieszkańca kształtowały się na poziomie 4 285,53 zł (tj. – stan na 31 XII; przy 4 274,57 zł w zestawieniu na 30 VI).

## Sołectwa
Grobla, Kłoda, Niedziałki, Pacanówka, Podborek, Ruda, Rytwiany, Sichów Duży, Sichów Mały, Strzegom, Strzegomek, Sydzyna, Szczeka, Święcica, Tuklęcz

## Sąsiednie gminy
Łubnice, Oleśnica, Osiek, Połaniec, Staszów, Tuczępy